# Viadotto Fichera
Il viadotto Fichera è un viadotto autostradale italiano, posto lungo l'autostrada A19 Palermo-Catania, estenso per circa 7 km lungo la vallata del torrente Fichera.

## Storia
Il viadotto, commissionato dalla Azienda Nazionale Autonoma Strade (A.N.A.S.) di Palermo, fu progettato dagli ingegneri Silvano Zorzi, Pietro Sommavilla, Alfonso Laurora e Lucio Lonardo della società IN.CO., e costruito dal 1970 al 1972 dalla Sud Strade, dalla Angelo Farsura SpA e dalla SACUG di Milano.

## Caratteristiche
Lo schema statico del viadotto è dato da una sequenza indefinita di portali zoppi multipli. Il numero totale delle campate realizzate è di 199, le quali hanno una luce tipica pari a 35 metri. La lunghezza del viadotto è di 7000 metri con una larghezza di 22 metri. Lo spessore dell’impalcato in chiave è di 0,85 metri, mentre lo spessore dell’impalcato sulle pile è di 2,06 metri; l'altezza massima delle pile è di 24 metri. La progettazione di questa infrastruttura ha dovuto prevedere una serie di difficolta connesse alle caratteristiche geologiche del sito di realizzazione. L’impalcato del viadotto, posto in zona sismica di tipo 2, è costituito da una piastra sagomata in cemento armato precompresso, eseguita in opera per moduli di 35 metri di lunghezza, con l’ausilio di 3 centine mobili autovaranti. Essendo l'area soggetta a frane, per stabilizzare la struttura sono state costruite briglie e muri in cemento armato, su pali del diametro di 1,50 metri; i pozzi di fondazione e le pile, solidali angolarmente con l’impalcato, sono stati realizzati con materiali precompressi.
Per la progettazione idraulica, realizzata tra 1974-1975, si è fatto riferimento alla consulenza dello Studi di ingegneria Ing. Aldo Marcello. 